# Fredderik Collins
Fredderik Collins (* 1964 in Iserlohn) ist ein deutscher Schauspieler.

## Biographie
Zuletzt unterstützte Collins 2018 als medizinischer Berater eine Filmproduktion.

## Filmografie (Auswahl)
- 2013–2015: Alarm für Cobra 11 – Die Autobahnpolizei (drei Folgen)
- 2013: Helen Dorn: Das dritte Mädchen
- 2014: Danni Lowinski
- 2014: Tatort Münster
- 2014: SOKO Köln
- 2014: Das Wetter in geschlossenen Räumen
- 2014: Helen Dorn: Unter Kontrolle
- 2014: Mordshunger
- 2015: Helen Dorn: Der Pakt
- 2015: Helen Dorn: Bis zum Anschlag
- 2015: Zielfahnder – Flucht in die Karpaten
- 2016: Vier gegen die Bank
- 2018: Rentnercops
- 2018: Phantomschmerz